# Municipio de Pleasant (condado de Switzerland)
El municipio de Pleasant (en inglés: Pleasant Township) es un municipio ubicado en el condado de Switzerland en el estado estadounidense de Indiana. En el año 2010 tenía una población de 1521 habitantes y una densidad poblacional de 12,88 personas por km².

## Geografía
El municipio de Pleasant se encuentra ubicado en las coordenadas 38°51′32″N 85°9′19″O / 38.85889, -85.15528. Según la Oficina del Censo de los Estados Unidos, el municipio tiene una superficie total de 118.05 km², de la cual 117,87 km² corresponden a tierra firme y (0,16 %) 0,19 km² es agua.

## Demografía
Según el censo de 2010, había 1521 personas residiendo en el municipio de Pleasant. La densidad de población era de 12,88 hab./km². De los 1521 habitantes, el municipio de Pleasant estaba compuesto por el 98,82 % blancos, el 0,07 % eran afroamericanos, el 0,13 % eran amerindios, el 0,66 % eran de otras razas y el 0,33 % eran de una mezcla de razas. Del total de la población el 0,66 % eran hispanos o latinos de cualquier raza.